# Voice of America
Voice of America (VoA; deutsch auch Stimme Amerikas) ist der offizielle staatliche Auslandssender der USA mit Sitz in Washington, D.C. Er wird vom Kongress finanziert. Neben Englisch sendet die VoA in 43 weiteren Sprachen und produziert Nachrichten, Informations- und Kultursendungen. Nach eigenen Angaben erreicht das Programm wöchentlich über 280 Millionen Hörer und Zuseher. Auftrag der „Stimme Amerikas“ ist es, „die Vielfalt und Einzigartigkeit der amerikanischen Gesellschaft“ abzubilden („to portray the variety and uniqueness of American society“).

## Geschichte

### Sendungen in deutscher Sprache
Deutsch war die erste Sprache, in der Sendungen der Voice of America über den Äther gingen. Ein deutschsprachiges Programm hatte es in den USA zuvor nur über private Sender wie CBS oder NBC gegeben, die Sendungen über Kurzwelle ausstrahlten, um frühzeitig den Werbemarkt für die Zeit nach dem Krieg zu besetzen. Die VOA wurde 1942 vom Büro für Kriegsberichterstattung gegründet und sollte Hörfunkprogramme für das von Deutschland besetzte Europa und Nordafrika produzieren. Die VOA nutzte dazu Kurzwellensender, die von CBS und NBC bereitgestellt worden waren.
Am 24. Februar 1942 startete die „Stimme Amerikas“ über Anlagen in England ein deutschsprachiges Programm, aus dem später der RIAS Berlin hervorging. Die Aufnahmen wurden auf Platte gepresst und auf dem Luftweg nach GB verfrachtet, von wo aus sie über den Äther gingen. Später wurde direkt über Kurzwelle gesendet, von einem Sendestudio in New York aus.
Die Beiträge der Stimme Amerikas übernahm – nach Einnahme Luxemburgs durch alliierte Truppen – der im Oktober 1944 von den Westalliierten neu gegründete Sender Radio Luxembourg, dessen Chefredakteur im Offiziersrang der Schriftsteller Hans Habe war. An den deutschen Sendungen der VOA wirkten Emigranten wie Robert Bauer, Erika Mann und ihr Bruder Klaus Mann sowie Stefan Heym mit. Heym und Klaus Mann waren Angehörige einer US-amerikanischen Spezialeinheit, die aus Freiwilligen und ehemaligen Kriegsgefangenen bestand, die gegen Ende des Krieges im Rahmen der Operation Annie außerdem in der Nähe der Front Tarnsender betrieb, so den Sender 1212.
Zu den bekanntesten Mitarbeitern der deutschsprachigen Sendungen der Stimme Amerikas gehörten in jener Zeit unter anderem der aus Deutschland emigrierte Historiker Herbert Rosinski, der 1944/45 als Militär-Analyst für den Sender tätig war; außerdem die Autoren Ernst Erich Noth, Hans Sahl, Carl Zuckmayer und Leopold Schwarzschild, die Enkelin Richard Wagners, Friedelind Wagner, der Theologe Paul Tillich und Lotte Lenya, die Vertonungen von Bertolt Brecht und Kurt Weill sang.
Deutschsprachige Sendungen gab es 1942–60 und 1991–93. 1945 wurden Sender in Ismaning bei München von der VOA übernommen.  Der Sender blieb nach Kriegsende bestehen mit der Begründung, dass es einer Waffe gegen die „donnernden Propagandabrigaden“ der Sowjetunion bedürfe.

### Internationales Programmangebot
Bei Kriegsende strahlten vierzig Kurzwellensender in zwanzig verschiedenen Sprachen Programme der VOA aus. Sie wurden in acht Studios, verteilt über die Vereinigten Staaten produziert. Am 17. Februar 1947 startete die VOA mit Sendungen für die Sowjetunion. Von 1948 bis 1953 gab das Außenministerium der Vereinigten Staaten eine Programmbroschüre in mehreren Sprachen heraus, unter anderem auch in Deutsch. Diese etwa DIN A 5 großen Die Stimme Amerikas-Hefte hatten ab 1950 einen Umfang von ca. 20 Seiten. Die Titelseiten zeigten hochwertige, auf Weiß freigestellte Fotografien amerikanischer Persönlichkeiten des öffentlichen Lebens, etwa den Initiator des Marshallplans, US-Außenminister George C. Marshall. Der redaktionelle Teil zeichnete bruchlos positive Szenen aus dem Innenleben einer modernen demokratischen Gesellschaft, stets in einem Zusammenhang mit dem Rundfunk. Das reichte von einem Bericht über in New York vorgestellte neue Studioelektronik (eine Farbfernsehkamera mit nur 13,5 kg Gewicht) über ein Interview mit dem Schriftsteller Upton Sinclair für die Sendereihe „Im Sendewagen durch Amerika“ bis zu Porträts von Mitarbeitern der Stimme Amerikas (etwa „Miss Alice Thomas“, die Stenotypistin der Redaktion, mit 200 Worten pro Minute Transkriptionsgeschwindigkeit). Zwei „Hörerstimmen“ in einem Heft von 1950:

„Obwohl ich gegen Ihre Propaganda in Wort und Schrift immun bin, möchte ich Sie doch bitten, mir in Zukunft Ihre Schrift ‚Stimme Amerikas‘ nicht mehr zusenden zu wollen, da ich mir als friedensliebender Mensch schämen muss, mit Ihnen in Korrespondenz zu stehen.“

„[Ich kam zur] Erkenntnis, dass ich mich politisch auf einem Irrweg befunden habe … Durch Ihre Erläuterungen […] verabscheue ich meinen unwissend beschrittenen Weg, denn als Elektrotechniker war ich nur meinem Beruf ergeben und bin – blind und unwissend, ohne jemals einer politischen Richtung angehört zu haben – dem Einfluss der KP erlegen.“

Etwa die Hälfte des Heftes machten Programm-Listen und Empfangsfrequenzen aus. So konnte man Ende 1950 „Im Sendewagen durch Amerika“ direkt aus den USA über die Kurzwellen 25, 19, 16 und 13 Meter empfangen, oder über lokale deutsche Sender auf Mittel- und Langwelle, allen voran den RIAS auf der Wellenlänge 303 Meter. Die gerade gegründete DDR wurde weiterhin „Ostzone“ genannt:

„Ferner bringt die Stimme Amerikas von 00.05 bis 00.20 deutscher Zeit (23.05 bis 23.20 GMT) täglich über RIAS-Berlin auf Mittelwelle eine Sendung ‚Amerika ruft Berlin und die Ostzone‘. Die wichtigsten Teile dieser Sendung werden am folgenden Morgen in der Zeit von 5.35 bis 5.40 (4.35 bis 4.40 GMT) ebenfalls über RIAS-Berlin wiederholt.“

Der Sender stellte das Programmheft im Frühjahr 1953 wieder ein.
1953 kam VOA unter die Aufsicht einer neuen Behörde, der United States Information Agency. 1954 wurde der Sitz von New York City nach Washington D.C. verlegt. Die United States Information Agency wurde 1999 ins Außenministerium eingegliedert.
Der 1977 antretende neue Direktor R. Peter Straus, sah seine Aufgabe als ein Verständlichmachen der USA für den Rest der Welt. Die USA müssten nicht geliebt, ja nicht einmal gemocht werden, jedoch verstanden werden vom Rest der Welt („I really foresee taking a highly professional group of people and trying to excite them about making the freest democracy in the world understandable to the rest of the world-not necessarily loved by, nor even necessarily liked by but understood by the rest of the world.“). Verschiedene Regierungen versuchten in verschiedenem Masse, Einfluss zu nehmen. Am deutlichsten geschah dies in der McCarthy-Ära, als in allen Behörden Sympathisanten des Kommunismus hätten aufgespürt werden sollen. 1982 schrieb Ralph Uttaro, jegliche Einflussnahme von Regierungen hätte die Glaubwürdigkeit des Senders beschädigen können – die Sender wurden aber in Osteuropa als glaubwürdig angesehen und nicht als Verbreiter von Propaganda.
Vielen Menschen im damaligen freien Westen schien „Propaganda“ nicht zu einer Demokratie zu passen, weil sie das Wort als Inbegriff für die aggressive Selbstüberhöhung und Irreführung der Öffentlichkeit durch unfreie Regime empfanden; deswegen wurde zur Charakterisierung der Arbeit der VoA ab 1965 der Begriff Public Diplomacy verwendet.
Nach der völkerrechtswidrigen Annexion der ukrainischen Halbinsel Krim durch Russland am 18. März 2014 und dem Beginn des Krieges im Donbas schaltete Russland am 8. April 2014 die Hörfunkfrequenzen der Stimme Russlands ab und erklärte, man beende jegliche Zusammenarbeit.

## Programm
Der Sendebetrieb in deutscher Sprache begann am 1. Februar 1942. Ein Sprecher des neu gegründeten Regierungssender verkündete in der Sprache des Feindes:

„Jeden Tag zu dieser Zeit werden wir zu Ihnen über Amerika und den Krieg sprechen.
 Die Nachrichten mögen gut oder schlecht sein, wir wollen Ihnen die Wahrheit sagen.“

Auf dem Höhepunkt des Weltkrieges sendete man in 40 Sprachen. In der französischsprachigen Abteilung des Senders arbeiteten z. B. André Breton, Pierre Lazareff, Claude Lévi-Strauss, Yul Brynner, Klaus Mann. Nach dem 8. Mai 1945 wurde in 24 Sprachen gesendet. Der Koreakrieg brachte eine Programmerweiterung auf 46 Sprachen, schon 1953 folgte eine Reduzierung auf 34 Sprachen.

„Leute zu finden, die exotische Sprachen beherrschen und zudem auch für den Rundfunk geeignet sind, ist das große Kunststück …“

äußerte einmal Hans N. Tuch vom Aufsichtsrat des Senders.
Als Folge der Iran-Krise begann auch in der Öffentlichkeit der Vereinigten Staaten eine Diskussion über den Nutzen der „Stimme Amerikas“, die in den Jahren des befreundeten Schah-Regimes keine Sendungen in Persisch ausgestrahlt hatte.
Der heutige Programmauftrag ist in 22 USC § 6202(c) niedergelegt.
Die englischsprachigen Programme bestehen zum größten Teil aus einem Nachrichten-Programm VOA - News Now. Einige Sendungen auf Special English (Englisch als Fremdsprache) mit einem geringeren Vokabular und leichterem Satzbau sind ebenfalls im Programmangebot. Sendungen in deutscher Sprache wurden 1961 eingestellt. Nach 30 Jahren wurde am 4. Juli 1991 das deutschsprachige Programm wieder aufgenommen, um den Dialog zwischen dem inzwischen wiedervereinigten Deutschland und den USA zu fördern. Dieser Programmdienst, der aus dem Berliner RIAS-Korrespondentenbüro hervorgegangen war, wurde am 1. Oktober 1993 erneut eingestellt. Man sendete zuletzt ein halbstündiges Programm, das auf Kurzwelle im 49- und im 75-Meter-Band ausgestrahlt wurde und das ausschließlich Wortprogramm mit Nachrichten und Berichten über die Vereinigten Staaten brachte.
Das 24-stündige Programm auf Arabisch unter dem Namen Radio Sawa wird nicht von der VoA, sondern von Middle East Broadcasting Networks produziert. Es richtet sich speziell an jüngere Zuhörer und wird in den meisten arabischsprachigen Ländern über lokale Sender auf UKW und Mittelwelle ausgestrahlt. Ein Programm auf Persisch für Iraner wird in Kooperation mit Radio Free Europe/Radio Liberty unter dem Namen Radio Farda (deutsch: Radio Morgen) ausgestrahlt.
Weitere Auslandssender der USA, die mit der VoA in Verbindung stehen, sind:
- Radio Free Europe/Radio Liberty (RFE/RL) (produzieren auch Radio Free Afghanistan und Radio Free Iraq)
- Radio Free Asia (RFA)
- Radio Farda (Sendungen für Iran und Iraner, Kooperation mit RFE/RL)
- Radio and TV Martí (Sendungen für Kuba vom Office of Cuba Broadcasting)

## Verwaltung und Aufsicht
Von 1953 bis 1999 stand die VoA unter der Aufsicht der United States Information Agency (USIA), seither ist es ins Außenministerium der Vereinigten Staaten integriert. Die Struktur bedeutete die Anwesenheit von Diplomaten sowie Journalisten in der Organisation, wobei sich die Journalisten über mangelndes Verständnis der Diplomaten für Journalismus beklagten, andererseits konnten Berichte der Journalisten für die Diplomatie ungelegen kommen.
VoA untersteht dem Broadcasting Board of Governors (BBG) und unterliegt damit der Mittel- und Programmaufsicht der Haushaltsausschüsse des Repräsentantenhauses und des Senats. Die Direktoren (deutsch: Intendanten) von VoA werden vom zweiparteilichen International Broadcasting Advisory Board bestimmt, dem Führungsgremium der United States Agency for Global Media (USAGM). Um das Jahr 2011 saß der jeweilige Direktor einer sechsköpfigen Geschäftsleitung vor.
Eigene Publikationen von VoA sind wegen ihrer öffentlichen Herkunft gemeinfrei, es gilt jedoch bei Beiträgen Dritter deren Copyrights zu beachten.
In der Geschichte von Voice of America kam es immer wieder zu Spannungen zwischen den jeweils regierenden amerikanischen Präsidenten und den Journalisten von Voice of America. Unter anderem haben Nixon auf eine positivere Berichterstattung während der Watergate-Affäre und Bush während des Irakkriegs gedrängt. Nach Ansicht des Politico-Journalisten Jack Shafer nahm der genommene Einfluss der Präsidenten auf das Programm in den letzten Jahren ab, was sich mit Trump jedoch wieder änderte. Dan Robinson, der zuvor 35 Jahre für Voice of America arbeitete, verwies in der Columbia Journalism Review hingegen darauf, dass es im US-Kongress allgemein die überwiegende Ansicht gibt, dass im Gegenzug für die Finanzierung das Medium auch mit dem Sicherheitsapparat zusammenwirken sollte, auch Obama habe diese Zusammenarbeit verstärkt. Nach Robinson ergebe sich aus der Finanzierung nunmal zwangsläufig zumindest eine gewisse Verstrickung der Berichterstattung mit den sicherheits- und außenpolitischen Zielen der US-Regierung.
Zum Ende der ersten Präsidentschaft von Donald Trump ließ dieser Michael Pack zum Vorsitzenden von USAGM ernennen, der unverzüglich in die Personalpolitik der ihm damit unterstellten Sender eingreif, Direktoren entließ und Untersuchungen gegen missliebige Journalisten einleitete, was in den Medien vielfach kritisiert wurde. Gegenüber Pack wurde dabei der Vorwurf erhoben, dass er versuche die Position für Propaganda für Trump zu nutzen. Auch VoA-Direktorin Bennett trat aus Protest gegen die Änderungen bei USAGM zurück, und wurde von Robert R. Reilly ersetzt, der unter anderem für Schwulenhass und Islamkritik bekannt war. Sowohl Pack wie auch Reilly wurden von Biden direkt nach seinem Amtsantritt zum Rücktritt aufgefordert. Aufgrund von Unstimmigkeiten zwischen den zwei Parteien blieb der Posten des VoA-Direktors ab Januar 2021 vakant, geschäftsführende Direktoren waren Yolanda Lopez bis September 2023, danach John Lippman bis Juni 2024.

### Liste früherer Direktoren von VoA
Bisher amtierten die folgenden Direktoren:
- (1941–1942 Robert E. Sherwood, noch Foreign Information Service)

1. 1942–1943: John Houseman
2. 1943–1945: Louis G. Cowan
3. 1945–1946: John Ogilvie
4. 1948–1949: Charles W. Thayer
5. 1949–1952: Foy D. Kohler
6. 1952–1953: Alfred H. Morton
7. 1953–1954: Leonard Erikson
8. 1954–1956: John R. Poppele
9. 1956–1958: Robert E. Burton
10. 1958–1965: Henry Loomis
11. 1965–1967: John Chancellor (Journalist)
12. 1967–1968: John Charles Daly
13. 1969–1977: Kenneth R. Giddens
14. 1977–1979: R. Peter Straus
15. 1980–1981: Mary G. F. Bitterman
16. 1981–1982: James B. Conkling
17. 1982: John Hughes
18. 1982–1984: Kenneth Tomlinson
19. 1985: Gene Pell
20. 1986–1991: Dick Carlson
21. 1991–1993: Chase Untermeyer
22. 1994–1996: Geoffrey Cowan
23. 1997–1999: Evelyn S. Lieberman
24. 1999–2001: Sanford J. Ungar
25. 2001–2002: Robert R. Reilly
26. 2002–2006: David S. Jackson
27. 2006–2011: Danforth W. Austin
28. 2011–2015: David Ensor
29. 2016–2020: Amanda Bennett
30. 2020–2021: Robert R. Reilly
31. 2021–2024: (Direktorenposten vakant)
32. seit 2024: Michael Abramowitz

### Bestrebungen zur Schließung der Voice of America unter Präsident Donald Trump
Im März 2025, zu Beginn der zweiten Amtszeit von Präsident Trump, wurden Pläne bekannt, dass die staatliche Finanzierung der Voice of America eingestellt werden sollte. Am 14. März 2025 unterzeichnete Präsident Trump eine Executive Order, in der unter anderem angeordnet wurde, die Finanz- und Personalausstattung der USAGM auf ein Minimum herunterzufahren. Begründet wurde der Präsidialerlass mit dem Ziel der Reduktion von „unnötigen Elementen“ in der Bundes-Bürokratie. Dadurch wurde die weitere Existenz der unter Aufsicht der USAGM arbeitenden Sender Radio Free Europe / Radio Liberty, Radio Free Asia und Voice of America in Frage gestellt.
VoA-Direktor Mike Abramowitz erklärte, dass er und nahezu die gesamte VOA-Mitarbeiterschaft von 1300 Personen in den bezahlten Sonderurlaub geschickt worden seien. In einer Begründung des Weißen Hauses hieß es, die Anordnung werde „sicherstellen, dass die Steuerzahler nicht länger für radikale Propaganda aufkommen müssen“. Es wurden verschiedene republikanische Politiker zitiert, die VoA eine „linke“ und „parteiische“ Berichterstattung vorwarfen. Bereits im Dezember 2024 war die bei Wahlen stets gescheiterte Politikerin Kari Lake als künftige Direktorin von VoA ins Spiel gebracht worden; Trump bekräftigte im März 2025 seine Absicht, sie bald als Direktorin platzieren zu lassen. Lake selbst stellte in ihrer Rolle als Sonderberaterin von USAGM bereits klar, dass sie „Nonsens vorgefunden“ habe, den sie beenden werde.
Mitarbeiter, Journalisten und Gewerkschafter reichten am 21. März 2025 eine Klage gegen Trumps Regierung ein.

## Technik

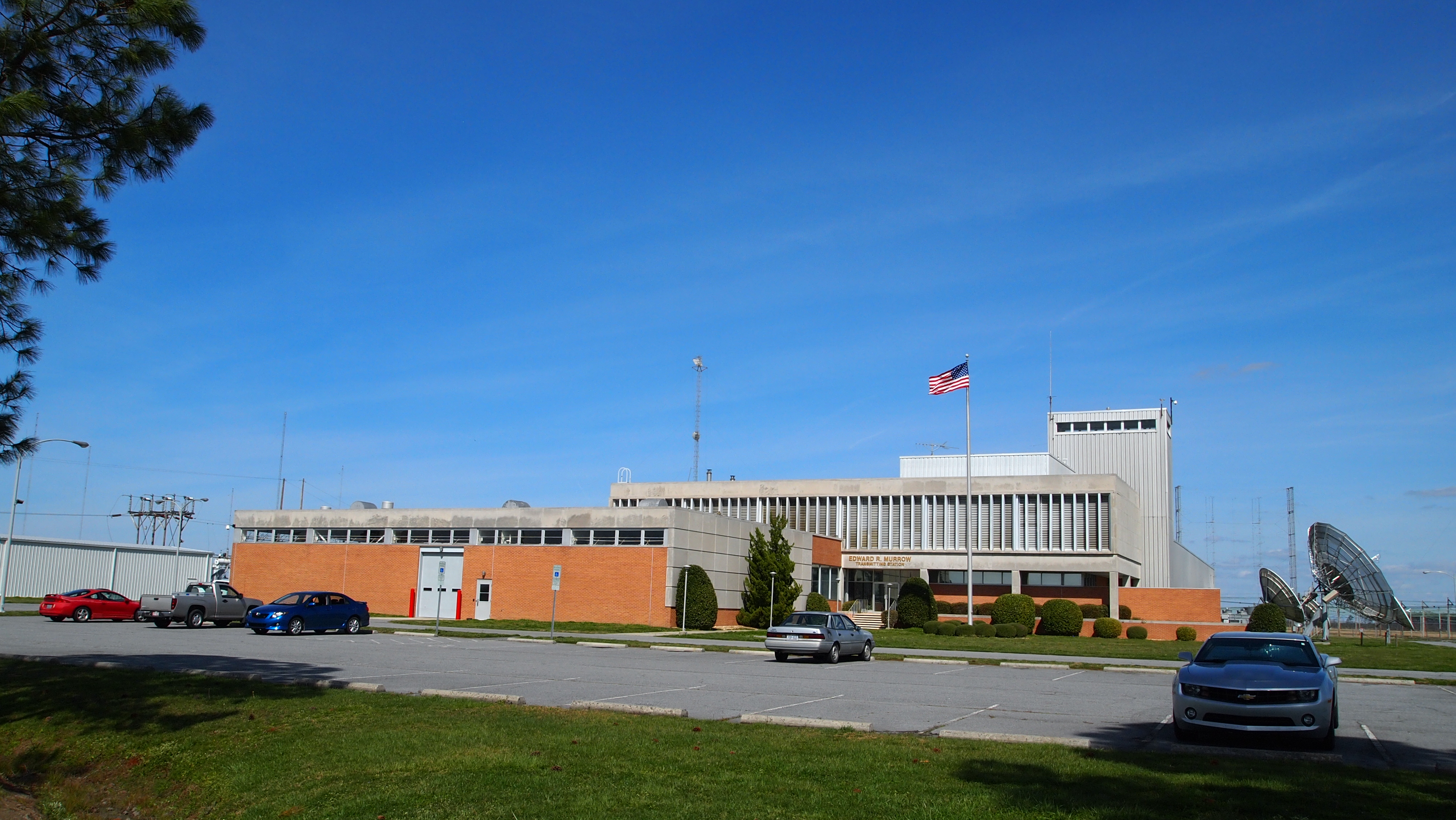
VoA-Sendestation in Greenville, North Carolina

Vor der Erfindung des Internets gingen die Programme aus der Washingtoner Zentrale per Satellit oder Radiowellen an 101 Sender, von denen 68 im Ausland standen – etwa bei München, in Griechenland, Liberia, auf den Philippinen und Sri Lanka. Von den Sendern wurden die Programme direkt in die Zielgebiete ausgestrahlt. Die Sendeanlagen und deren technische Betreuung liegen, wie bei allen nichtmilitärischen US-amerikanischen Auslandssendern, in der Verantwortung des International Broadcasting Bureau (IBB), das dem Broadcasting Board of Governors (BBG) unterstellt ist. Dies führte stets zu Diskussionen und Spekulationen über den Einfluss der US-Regierung auf die Inhalte der Programme. Sendeauftrag der VoA ist ein umfassendes Informationsprogramm für das Ausland zu produzieren. Inlandsprogramme für die USA gibt es nicht, über Kurzwelle und das Internet kann die VoA jedoch auch innerhalb der USA empfangen werden.
In Zeiten des Kalten Kriegs wurden die Sendungen von Störsendern in der Sowjetunion stark beeinträchtigt (so genanntes Jamming). Heute mietet die VoA Sendeanlagen in den GUS-Staaten zur Übertragung ihrer Programme.
Die VoA benutzt Kurzwellen-Sendeanlagen des IBB in Delano/Kalifornien und Greenville/North Carolina in den USA und verfügt über ein weltweites Netz an Relaisstationen auf Ascension, in Botswana, Deutschland, Großbritannien, Griechenland, Marokko, auf den Nördlichen Marianen, den Philippinen, Russland, São Tomé und Príncipe, Sri Lanka, Tadschikistan und Thailand.

## Journalistische Arbeit
Reporter ohne Grenzen würdigten die Arbeit von Voice of America wie auch Radio Free Europe und Radio Free Asia wegen einer unabhängigen Haltung, die Informationen an die Bevölkerung von Ländern mit stark eingeschränkter Pressefreiheit verteile. Entsprechend begrüßten autoritäre Regime das angekündigte Ende der Arbeit von VoA. In Russland war VoA seit 2020 als ausländischer Agent eingestuft und gilt seit 2024 als „unerwünschte Organisation“.